# Lycenchelys muraena
Lycenchelys muraena es una especie de pez de la familia de los Zoarcidae en el orden de los perciformes.

## Morfología
- Los machos pueden llegar a alcanzar los 22,6 cm de longitud total.[1][2]

## Alimentación
Come crustáceos pequeños.

## Hábitat
Es un pez de mar y de aguas profundas que vive entre 350-1700 m de profundidad.

## Distribución geográfica
Se encuentra en el Océano Ártico: Canadá, Groenlandia, Islandia y Noruega.

## Observaciones
Es inofensivo para los humanos. 